# 李珊珊 (體操運動員)
李珊珊（1992年2月22日—），籍貫湖北省黃石市，退役中國女子體操運動員。
在2007年9月的斯图加特体操世锦赛上，首次参加世界大赛的她与队友合作摘得了女团银牌，还获得平衡木亚军。她在2008年北京奥运会上夺得了女子團體金牌，2009年全運會後，李珊珊選擇了退役。
退役后本科在中央财经大学，硕士就读于澳门科技大学人文艺术学院，2011年出版了自传《我是我的平衡女王》。

## 強項
她最擅长的项目是平衡木，优势是“木感”非常好，手虽小而脚却非常贴木。广东队看重她出色的平衡木成绩，将其招至麾下。是目前世界上平衡木成套动作难度价值最高的选手，此外自由操亦有不俗的成績。

## 略歷
| 年份   | 體校名稱                   | 教練           |
| 1995年 | 進入湖北黃石業餘體校體操班 | 姚菊英         |
| 1998年 | 進入武漢體育學院體操隊     | 趙漢華、候福盛 |
| 2002年 | 進入廣東省省隊             | 吳保康、彭莎   |
| 2004年 | 進入國家隊                 |                |

## 體操生涯
- 2001年1月，赵汉华教练将李珊珊带到北京集训，这是国家队招队员时必走的程序。她一连做了10多套平衡木动作，從不掉木。高健指导注意到李珊珊，其他省队也围着看，问是哪里来的。赵汉华教练说，广东省已经要了。

之后，2004年，这个当年被三支省队退回的女孩，继续因出色的平衡木成绩，入选中国体操队
- 2007年世锦赛，李珊珊进入到了大名单中，那时候，她的名字排在第七位。

因为世锦赛一支队伍只有六个运动员能够上场，所以李珊珊当时的位置是替补。后来，因为庞盼盼有伤在身，状态不好，李珊珊成为正选队员，代表中国队出战了自己生命中的第一次世锦赛。在预赛中，李珊珊的一套平衡木动作难度大、质量高，她也以第一名进入了平衡木的决赛，引起了体操界的高度关注。
可惜的是，在自己的第一场世锦赛决赛中，初次经历大场面的李珊珊没能把握好自己。预赛排名第一的李珊珊上木后的一系列动作都完成得很漂亮，可惜在做一个的“立转360度”动作时，她没能控制住平衡，掉下了器械。虽然之后的动作完成优秀，但只得到了15.900分，最后与罗马尼亚选手尼斯特并列第二。
不过，此役已经显示出李珊珊在平衡木上的高超技艺，以后的表现也证明：这个曾经因为手小而一路艰辛的女孩，无愧中国体操“平衡木上的女王”。
2008年在北京奥运会上，她为团体夺冠立下了汗马功劳，并以预赛第一的身份进入决赛。但在决赛中，她再次出现落木的重大失误，无缘奖牌。
2009年9月，第十一屆全國運動會，李珊珊協助廣東隊奪得女子團體亞軍，但在其後的平衡木決賽中出現掉木，只獲得第七名。
全運會後，李珊珊與07年世錦賽隊友肖莎選擇退役。

## 主要成績
- 2007年 全國體操錦標賽平衡木金牌，體操世界盃西班牙比利亚努埃瓦站平衡木金牌、自由体操金牌，世界體操錦標賽團體銀牌、平衡木銀牌
- 2008年 北京奥运会女子團體金牌
- 2008年 馬德里世界盃總決賽平衡木銅牌
- 2011年 全國體操冠軍賽自由體操銅牌